# Fernand Goyvaerts
Fernand Goyvaerts, né le 24 octobre 1938 à Malines et mort le 5 avril 2004 à Bruges, est un footballeur international belge. Il est le seul belge avec Thibaut Courtois et Eden Hazard à avoir joué au Real Madrid et le seul avec Thomas Vermaelen au FC Barcelone.

## Biographie
Il rejoint à 14 ans seulement le FC Bruges où il fera ses débuts avec l'équipe A deux ans plus tard. Goyvaerts avait une technique hors du commun mais il se fait aussi remarquer par son caractère difficile, c'était l'enfant terrible. Il voulait partir à l'étranger et, en 1963, après une dispute avec son entraîneur roumain, Norberto Höfling, il quitte Bruges pour le FC Barcelone. 
En 1965, il est élu meilleur joueur étranger de la Primera division. L'année suivante, il rejoint le Real Madrid où il ne pourra jamais s'imposer à cause notamment de blessures à répétition. Après deux saisons à Madrid, il suit son entraîneur Alfredo Di Stéfano à Elche. L'année suivante, il quitte l'Espagne pour la France et l'OGC Nice. Il y jouera trois ans avant de revenir en Belgique en 1971. Il joue alors au Cercle Bruges KSV, KSC Lokeren, KWSC Lauwe, RC Tournai et KWSC Lauwe. Fernand Goyvaerts aura été un des plus grands talents des années 1950-60. Il n'a pourtant été sélectionné que huit fois en équipe nationale. Il est le seul joueur belge avec Thomas Vermaelen à avoir joué au FC Barcelone.
Après sa carrière de footballeur, il devient manager de joueur avec beaucoup de succès. Il s'occupe notamment du transfert de Jean-Pierre Papin au FC Bruges. 
Il meurt en 2004 à la suite d'une hémorragie cérébrale.

## Carrière
- 1954-1962 : FC Bruges  Belgique
- 1962-1965 : FC Barcelone  Espagne
- 1965-1967 : Real Madrid  Espagne
- 1967-1968 : Elche CF  Espagne
- 1968-1971 : OGC Nice  France
- 1971-1973 : Cercle Bruges  Belgique
- 1973-1974 : KSC Lokeren  Belgique
- 1974-1976 : KWSC Lauwe  Belgique
- 1976-1977 : RRC Tournai  Belgique
- 1977-1979 : KWSC Lauwe  Belgique[5]

## Palmarès
- Championnat d'Espagne : 1967
- Ligue des champions : 1966